# گدار تخت
گدار تخت، روستایی از توابع بخش مرکزی شهرستان منوجان در استان کرمان ایران است.

## جمعیت
این روستا در دهستان نورآباد قرار دارد و براساس سرشماری عمومی نفوس و مسکن در سال ۱۳۹۵، جمعیت آن برابر با ۱۰۴ نفر (۲۹ خانوار) بوده‌است.